# Grande Código Legal Qing
O Código Legal do Grande Qing (ou Código Legal do Grande Ching),  também conhecido como Código Qing (Código Ching) ou, no direito de Hong Kong, como Ta Tsing Leu Lee (大清律例), era o código legal do império Qing (1644-1912). O código foi baseado no código legal Ming, o Grande Código Ming, que foi mantido praticamente intacto. Comparado com o código Ming que não tinha mais do que várias centenas de estatutos e sub-estatutos, o código Qing continha 1.907 estatutos de mais de 30 vezes de revisões entre 1644 e 1912. Uma das primeiras dessas revisões foi em 1660, completada por Wei Zhouzuo e Bahana.
O código Qing foi o último código legal da China imperial. No final da dinastia Qing, era o único código legal em vigor na China por quase 270 anos. Mesmo com a queda do Qing imperial em 1912, a filosofia confucionista de controle social consagrada no código Qing continua influente no sistema alemão da República da China e, mais tarde, no sistema soviético da República Popular da China. Parte do código Qing foi praticada na Hong Kong britânica até 1971. O código foi o resultado final de uma cultura jurídica complexa e ocupou a posição central do sistema jurídico Qing. Ele mostrou um alto nível de continuidade com o Código Legal Tang, que indicava que havia uma tradição legal ativa no mais alto nível da burocracia imperial chinesa que existia há pelo menos mil anos.

## Estrutura
O Grande Código Qing é composto de 436 artigos divididos em sete partes que são subdivididas em capítulos. A primeira parte (Nomes e Regras Gerais) é uma Parte Geral semelhante à Parte Geral do código civil alemão (BGB) . A primeira parte contém as regras jurídicas gerais, princípios e conceitos que se aplicam ao restante do Código. As outras seis partes têm o nome dos Seis Ministérios do governo e cada parte contém leis que são percebidas como aplicáveis a cada ministério.
- Primeira parte (Nomes e Regras Gerais), Artigos 1 a 46 - inclui, mas não se limita às leis sobre as Cinco Punições (art. 1) e as Dez Grandes Infrações (art. 2).
- Segunda parte (Leis relativas ao Conselho de Pessoal), Artigos 47 a 74 - inclui, mas não se limita a, leis sobre o Sistema de Cargos (cap. 1) e Normas Oficiais para o Exercício da Administração Pública (cap. 2).[1]
- Terceira parte (Leis relativas ao Conselho de Receita), artigos 75 a 156 - inclui, mas não se limita a, leis sobre casamento (cap. 3 - 4; art. 101 - 107) e impostos (cap. 7; art. 141 - 148) ).[1]
- Quarta parte (Leis relativas ao Conselho de Ritos), Artigos 157 a 182 - inclui leis sobre sacrifícios (cap. 1) e regras de comportamento (cap. 2).[1]
- Quinta parte (Leis relativas ao Conselho de Guerra), Artigos 183 a 253 - inclui, mas não se limitando às leis sobre Guarda do Palácio (cap. 1, art. 183 - 198) e Assuntos Militares (cap. 2; art. 199 - 219).[1]
- Sexta parte (Leis relativas ao Conselho de Punições), Artigos 254 a 423 - inclui, mas não se limita a leis sobre Homicídios (cap. 8 - 10; art. 282 - 301).[1]
- Sétima parte (Leis relativas à Junta de Obras), artigos 424.º a 436.º - inclui as leis relativas à Construção (cap. 1) e Diques (cap. 2).[1]

## Cinco Punições
As cinco punições do código contido no artigo 1º são:
- A punição de bater com o bambu leve.
- A punição de bater com o bambu pesado
- Servidão Penal.
- A punição do exílio.
- A pena de morte.[1]

## Natureza do Código
Um sistema legal tradicional chinês estava em grande parte em vigor durante a dinastia Qing. O processo de fusão de uma visão de mundo confucionista e um código legal foi considerado completo pelo Código Tang de 624 dC. O código foi considerado um modelo de precisão e clareza em termos de redação e estrutura. O neoconfucionismo continuou a ser a ortodoxia estatal sob as dinastias Song , Ming e Qing . Ao longo dos séculos, os fundamentos confucionistas do Código Tang foram mantidos com alguns aspectos reforçados. Durante a dinastia Qing, a justiça criminal era baseada em um código criminal extremamente detalhado. Um elemento do sistema de justiça criminal chinês tradicional é a noção de que a lei criminal tem um propósito moral, um dos quais é fazer com que o condenado se arrependa e veja o erro de seus caminhos. No sistema legal tradicional chinês, uma pessoa não pode ser condenada por um crime a menos que confesse. Isso muitas vezes levou ao uso de tortura, a fim de extrair a confissão necessária. Esses elementos ainda influenciam as visões chinesas modernas em relação ao direito. Todas as sentenças de morte eram comunicadas à capital e exigiam a aprovação pessoal do imperador .
Não havia código civil separado do código penal, o que levou à crença agora desacreditada de que a lei tradicional chinesa não tinha lei civil. Estudos mais recentes demonstraram que a maior parte do trabalho legal dos magistrados era em disputas civis, e que havia um sistema elaborado de direito civil que usava o Código Qing para estabelecer delitos.
O Código Qing era exclusivamente um código penal. Seus estatutos o declaravam como proibições e restrições, e cuja violação era submetida a uma série de punições por um estado legalista . Na prática, porém, grandes seções do código e seus subestatutos tratavam de assuntos que seriam propriamente caracterizados como direito civil. A população fez uso extensivo (talvez um terço de todos os casos) dos tribunais de magistrados locais para processar ou ameaçar processar toda uma série de disputas civis, caracterizadas como "questões menores" no Código Qing. Além disso, na prática, os magistrados frequentemente moderavam a aplicação do código levando em consideração os costumes locais predominantes em suas decisões. As queixas apresentadas eram muitas vezes resolvidas entre as partes antes de receberem uma audiência formal no tribunal, às vezes sob a influência de uma ação provável do tribunal.

## Código Qing e o Ocidente
O Grande Código Legal Qing foi a primeira obra chinesa escrita diretamente traduzida para o inglês .  A tradução, conhecida como Leis Fundamentais da China, foi concluída pelo viajante inglês Sir George Staunton em 1810. Foi a primeira vez que o código Qing foi traduzido para um idioma europeu. A tradução francesa foi publicada em 1812.  A Primeira e a Segunda Guerras do Ópio entre a dinastia Qing e várias potências ocidentais levaram à assinatura forçada de vários tratados desiguais pelo governo chinês, que concedia aos súditos das nações estrangeiras em questão a extraterritorialidade na China, o que incluía a isenção do Grande Qing Legal Código. Segundo o historiador Ronald C. Po, a isenção estrangeira das leis chinesas como resultado dos tratados desiguais "desafiaram substancialmente" o controle chinês sobre sua fronteira marítima.  No final da dinastia Qing, houve um esforço conjunto para estabelecer códigos legais baseados em modelos europeus como parte do Movimento de Auto-Fortalecimento. Devido à vitória alemã na Guerra Franco-Prussiana e porque o Japão Imperial foi usado como modelo para a reforma política e legal, o código legal adotado foi modelado de perto no da Alemanha.

## O fim do Código Qing e sua influência restante
No início do século 20, com o advento do "Movimento Constitucional", o governo imperial foi forçado por diversas pressões a modernizar rapidamente seu sistema jurídico. Enquanto o Código Qing permaneceu como lei, ele foi qualificado e suplementado em rápida sucessão pelo Esboço da Constituição Imperial de 1908 e os Dezenove Convênios Constitucionais Importantes de 1911, bem como várias leis especializadas, como o Grande Código de Direitos Autorais Qing em 1910. Em 1912, o colapso da dinastia Qing encerrou 268 anos de seu domínio imperial sobre a China e 2.000 anos de história imperial chinesa chegaram ao fim. O tribunal Qing foi substituído pelo governo da República da China. Enquanto algumas partes do Código Qing e outros estatutos Qing tardios foram adotados para "aplicação temporária" pelo Governo de Beiyang da República da China, como uma posição legal geral o Código Qing deixou de ter efeito de jure devido à dissolução do Qing Estado.

### República da China
A recém-fundada República da China adotou os códigos jurídicos existentes na Alemanha, mas esses códigos não foram imediatamente postos em prática. Após a derrubada da dinastia Qing em 1912, a China ficou sob o controle de senhores da guerra rivais e não tinha um governo forte o suficiente para estabelecer um código legal para substituir o código Qing. Finalmente, em 1927, o Kuomintang de Chiang Kai-shek  tentou desenvolver sistemas legais e penais de estilo ocidental. Poucos dos códigos KMT, no entanto, foram implementados em todo o país. Embora os líderes do governo estivessem lutando por um sistema de direito codificado inspirado no Ocidente, a preferência tradicional chinesa por sanções sociais coletivas em vez de legalismo impessoal impediu o desenvolvimento constitucional e legal. O espírito das novas leis nunca penetrou no nível de base ou proporcionou a estabilidade esperada. Idealmente, os indivíduos deveriam ser iguais perante a lei, mas essa premissa provou ser mais retórica do que substantiva.
A lei na República da China sobre Taiwan hoje é baseada no sistema legal alemão levado a Taiwan pelo Kuomintang. A influência do Código Qing se manifesta na forma de um código penal excepcionalmente detalhado, com um grande número de crimes puníveis com a morte . Por exemplo, além do crime de pirataria, há também a pirataria que causa lesão corporal grave (punível com morte ou prisão perpétua de acordo com a Seção 3 do artigo 333 do Código Penal da República da China (中華民國刑法)), como bem como pirataria causando morte e pirataria com incêndio criminoso, estupro, sequestro ou assassinato (ambos implicam pena de morte obrigatória nos termos da Secção 3 do artigo 333.º e do artigo 334.º do Código Penal ). Um legado dessa época passada é o crime de assassinato de um membro da família (por exemplo , parricídio e matricídio ). O crime implica prisão perpétua ou morte nos termos da Seção 1 do Artigo 272 do Código Penal , mesmo para menores de 18 anos até a abolição em 1 de julho de 2006 da Seção 2 do Artigo 63 do Código Penal que permitia a prisão perpétua ou a pena de morte contra menores que cometam crimes nos termos da Seção 1 do Artigo 272.

### República Popular da China
Na República Popular da China , enquanto o sistema legal era, e até certo ponto ainda é, baseado na lei socialista , ele incorpora certos aspectos do Código Qing, principalmente a noção de que os infratores devem ser envergonhados ao arrependimento - na forma de a prática de desfilar em público criminosos condenados de 1927 (início da Guerra Revolucionária Agrária) a 1988, quando "a declaração do Supremo Tribunal Popular , da Suprema Procuradoria Popular e do Ministério da Segurança Pública sobre o fim resoluto da exibição de condenados e criminosos não condenados" foi emitido.

### Hong Kong
Em Hong Kong, após o estabelecimento do domínio britânico em 1841, o Grande Código Legal Qing permaneceu em vigor para a população chinesa local. Até o final do século 19 dC, os criminosos chineses ainda eram executados por decapitação, enquanto os criminosos britânicos eram condenados à morte por enforcamento. Mesmo no início do século 20 e bem após a queda da dinastia Qing na China, os homens chineses em Hong Kong ainda podiam praticar a poligamia em virtude do Código Qing – uma situação que só foi encerrada com a aprovação da Portaria da Reforma do Casamento de 1970 ( Cap.178) que entrou em vigor em 7 de outubro de 1971. Portanto, o Grande Código Legal Qing foi realmente aplicado de alguma forma por um total de 327 anos, de 1644 dC a 1971 dC. Porque ainda existem concubinas vivas casadas antes da Portaria de Reforma Matrimonial (Cap.178), e seus direitos (de herança e os direitos de herança de seus filhos e filhas) são respeitados pelo sistema legal de Hong Kong (mesmo após a entrega de 1997 ), o Great Qing Legal Code ainda é admissível em evidência ao tratar de casos jurídicos relacionados a eventos ocorridos antes de 1971.